# Arthur Ware Slocom
Arthur Ware Slocom (* 8. November 1860 in Milford, Massachusetts; † 20. November 1937 in Chicago, Illinois) war ein US-amerikanischer Paläontologe und Kurator.

## Leben
Nach seiner Schulausbildung ging Arthur Slocom nach Milwaukee, um in das Strohhutgeschäft eines Onkels einzusteigen. Durch ein zunehmendes Interesse an den Naturwissenschaften schrieb er sich 1896 an der University of Chicago ein. Er belegte unter anderem Paläontologie bei  Stuart Weller (1870–1927), der bis zu seinem plötzlichen Tod 1927 Slocoms Mentor war. Auf den Vorschlag Wellers verbrachte er ein Jahr (1898/99) bei Ward’s Natural Science Establishment in Rochester, New York und war im darauffolgenden Jahr beim Milwaukee Public Museum. 1901 wurde er am Field Museum of Natural History in Chicago als Paläontologe angestellt und war ab 1914 stellvertretender Kurator unter Stuart Weller. Zwischen 1906 und 1924 veröffentlichte Slocom acht Publikationen, welche großteils von fossilen Stachelhäutern (Echinodermata) und Trilobiten (Trilobita) handelten.